# Мексикано-таиландские отношения
Мексикано-таиландские отношения — двусторонние дипломатические отношения между Мексикой и Таиландом.

## История
В конце 16-го века состоялись первые неофициальные контакты между Мексикой и Таиландом, когда Испания колонизировала Мексику (известную тогда как Вице-королевство Новая Испания) и организовала торговлю мексиканским серебром, перцем чили и фруктами в Королевство Сиам (ныне Таиланд) из своей колонии на Филиппинах. В 1821 году Мексика получила независимость от Испании и торговля с Сиамом прекратилась. 28 августа 1975 года Мексика и Таиланд официально установили дипломатические отношения. В 1978 году Таиланд открыл посольство в Мехико, а в сентябре 1989 года Мексика открыла посольство в Бангкоке.
С момента установления дипломатических отношений страны подписали ряд соглашений, в том числе: в 1992 году соглашение о сотрудничестве в авиации и на транспорте, в 1999 году соглашение об использовании дипломатических и служебных паспортов, в 2003 году соглашение по культуре и образованию. Каждый год правительства обеих стран предлагают стипендии для граждан с целью дать возможность продолжить образование в Мексике или Таиланде. В 2015 году страны отметили 40-ю годовщину установления дипломатических отношений.

## Торговля
В 2014 году объем двусторонней торговли между двумя странами составил 4,714 млрд долларов США. Экспорт Таиланда в Мексику: электрические машины, продукты машиностроения, резина, медицинское оборудование, изделия из пластика, железо и сталь, текстиль и одежда, игрушки и спортивный инвентарь, стекло и изделия из стекла, обувь, автомобили и запасные части для автомобилей, продукты питания. Экспорт Мексики в Таиланд: машины, автомобили и автозапчасти, железо и сталь, химикаты, электрические машины, алюминий, медь, картон и бумага, рыба и морепродукты, лекарственные препараты. Мексика является крупнейшим торговым партнером Таиланда в Латинской Америке, а Таиланд является шестым по величине торговым партнером Мексики в Юго-Восточной Азии.